# Gyorsírás

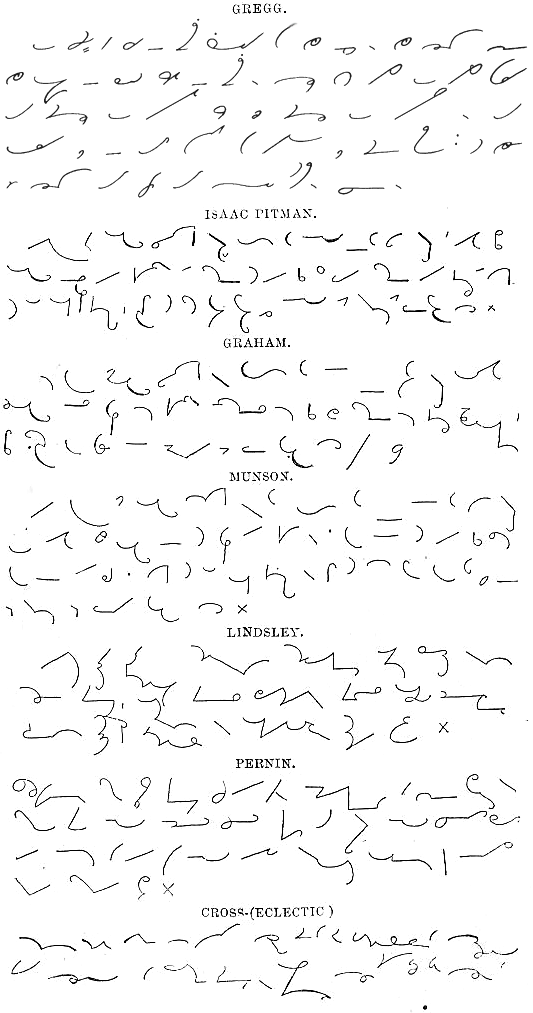
A Miatyánk Greggben és pár 19. századi rendszer

A gyorsírás speciális, a beszélt szöveg valós idejű leírására kifejlesztett jelölési rendszerek összessége. Azért hozták létre, hogy a beszédet elhangzásával egyidejűleg írásban rögzíteni lehessen. Beszédíráson kívül jól alkalmazható gondolataink gyors rögzítésére, előadás, magyarázatok kivonatos lejegyzésére, a napi irodai munkában – tehát mindenütt, ahol időt kívánunk megtakarítani.
A gyorsírás írásmódjai sokban eltérnek a folyóírásétól: betűi egyszerűbbek, különleges jelölésmódokat és rövidítéseket alkalmaz.
A betűk egyszerűek. A következő elemekből állnak: egyenes, kampó, hurok, kör (ellipszis). A folyóírás is ezeket az elemeket használja, de egy-egy betű több elemből áll, a gyorsírásban a legbonyolultabb betű is legfeljebb háromelemű.
Jelképes jelöléseket alkalmaz: a magánhangzókat az esetek többségében a mássalhangzók elhelyezésével, egymáshoz való viszonyával, módosításával fejezi ki.
Rövidítéseket használ – a folyóírásban és a köznyelvben előfordulóknál lényegesen nagyobb mértékben. A rövidítésben csak a szó jellemző részét írja le (jelöli), a többit elhagyja.
A gyorsírás szabályai figyelembe veszik a magyar nyelv törvényszerűségeit, sajátosságait, így például a betűk gyakoriságát, a hangrend szabályait, a nyelvtani összefüggéseket.
Hazánkban egyedül a Nyíregyházi Egyetem Ügyviteli Intézeti Tanszéke  képez gyors- és gépírás tanárokat.

## Története hazánkban
Gáti Istvánnak a magyar gyorsírás megteremtésére vonatkozó első, 1769-es kísérlete után a tulajdonképpeni gyorsírás 1802-ben kezdődik Magyarországon. Johann Caspar Danzer osztrák őrnagy ekkor ülteti át Samuel Taylor angol rendszerét latinra, majd németre. Danzer munkáját Kovács Imre 1821-ben átdolgozza magyar nyelvre.
Temesvári aljegyző korában Hajnik Károly ebből az áttételből tanulja meg a rendszert: egy kaputos rabbal diktáltat magának. Évekig gyakorolja a gyorsírást, hogy azután Pozsonyban mint első magyar országgyűlési gyorsíró szerepeljen. Nem elégszik meg azonban a Taylor-rendszer elsajátításával, hanem maga alkotta jelekkel ki is egészíti, így még a leggyorsabb beszédű szónokokat is követni tudja. Öt nyelven beszélt, magyarul, latinul és németül gyorsírt.
Magyarországon hosszú ideig a Gabelsberger-Markovits rendszer volt a legelterjedtebb. Franz Xaver Gabelsberger (1789-1849) 1841-ben maga akarta áttenni gyorsírási rendszerét magyar nyelvre, de ennek megvalósítása két évtizeddel később Gabelsberger Ivánra maradt.
A gyorsírás fontosságára és népszerűségére jellemző, hogy például Sopronban 1896-ban megjelent a Gabelsberger–Markovits-féle levelező gyorsírás állandó rövidítései című kiadvány, és megjelent a Gyorsírási Olvasmányok (Középiskolai dolgozatok) (Gabelsberger–Markovits-féle levelező gyorsírással írt vegyes tartalmú folyóirat) című folyóirat „gyorsírással”, Zvarinyi Lajos kiadásában, melynek néhány száma például: Arany balladáiról, Elmefuttatás Petőfi Sándorról, Márczius Idusán, A természetnek (vers)címmel jelent meg.
Radnai Béla egységes magyar gyorsírását 1927. január 4-én vezették be.
Teöreök Aladár (1894–1917) fiatalon elhunyt kiváló tehetségű, nagy reményekre jogosító gyorsíró volt, aki Radnai Egyszerű gyorsírásával megközelítette az 500 szótagos sebességet. Gyakorlati munkásságával segítette Radnai rendszerének tökéletesítését. Emlékére évente megrendezik a Teöreök Aladár tanulói gyorsíró-, gépíró- és szövegszerkesztő versenyt, a Magyar Gyorsírók és Gépírók Országos Szövetségének a jóvoltából.

## Osztályozása

### Írásalak szerinti csoportosítás

#### Geometrikus és folyóírásszerű szkriptrendszer
A gyorsírás egyszerűsített betűformákat használ (sztenografikus gyorsírás), ellentétben az alfabetikus gyorsírással. Utóbbi tovább differenciálható a cél betűformák szerint geometrikus, folyóírásos és félfolyóírásos, más néven elliptikus csoportokra.
A geometrikus gyorsírás körökön, körcikkeken és egyenes vonalakon alapul szigorú horizontális, vertikális vagy diagonális irányú elhelyezkedéssel. Az első modern gyorsírásrendszerek geometrikusak voltak. Ilyen a Pitman, Boy'd szótagírás, Samuel Taylor Egyetemes Sztenográfia, a francia Prévost-Delaunay és a Duployé rendszer (a Kamloops Wawa írásra – Chinook Jargon – adaptálva).
A szkript gyorsírások az általános folyóírás mozdulatait követik. Az első ilyen típusú írás alapjait Cadmus Britannicus néven Simon Bordley rakta le, 1787-ben. Az első praktikus rendszer az 1834-es német Gabelsberger írás volt. Ez a rendszer mai napig elterjedt a német, osztrák, skandináviai, holland, orosz és kelet-európai gyorsírásokban.

#### Szkript-geometrikus, vagy fél-szkript írás
Ellipszisen alapszik. A fél-szkript jellemzően a geometrikus és a szkript írás kompromisszumos alkalmazása. Az első ilyen rendszer George Xarl Mares 1885-ös rendszere. A legsikeresebb pedig John Robert Gregg 1888-as rendszere. Ö a geometrikus angol szisztémát és a német Stolze sztenográfiát, egy szkript gyorsírást ötvözte. A félszkript filozófia Olaszországban a 20. század első felében vált közkedveltté. Nevesül a Cima, Meschini és a Mosciaro. Ezekre példa még a Teeline Gyorsírás és a Thomas Természetes Gyorsírás.

#### A sztenderd írásra emlékeztető rendszerek
Néhány gyorsírásrendszer megpróbálta a latin ábécé karaktereinek egyszerűsítését. Ilyen nem-sztenografikus rendszereket gyakran alfabetikusként jellemeznek, és nem tartják igazi gyorsírásnak. Az alfabetikus rendszereket mégis nagyra értékelik azok a tanulók, akiknek nem állnak évek a rendelkezésükre, hogy a sztenografikus gyorsírás mestereivé váljanak. Kevésbé gyors, nem éri el a 200 szó/perc sebességet, de töredék idő alatt el lehet sajátítani 60-100 szavas sebességgel.
Ezekben a rendszerekben gyakran az alfabetikus karaktereket központozással és további karakterekkel helyettesítik és a nagybetűknek külön fontosságot tulajdonítanak. Ilyen például a Stenoscript, Stenospeed, Speedwriting, Forkner gyorsírás, Quickhand és az Alpha Hand. 
Vannak tiszta alfabetikus rendszerek, mint Personal Shorthand, Superwrite, Easy Script Speed Writing, Agiliwriting és Keyscript, melyek a szimbólumokat a priori alfabetikus karakterekre szűkítik. Előnyük, hogy gépelhetők.

### A magánhangzók jelölése szerinti csoportosítás
A gyorsírás rendszerek a magánhangzók jelölése szerint is csoportosíthatók:
- alfabetikus – normál magánhangzókkal kifejezés, nem különbözik jelentősen a mássalhangzóktól (Gregg, Duployan)
- vegyes alfabetikus – a magánhangzó és mássalhangzó leírása különböző vonásokkal  (Arends, Merlin)
- Abjad – nem jelölik, kivéve a kezdő és a végző magánhangzókat
- Jelölt Abjad – különálló jelekkel jelölik – pontok, vonások stb. a mássalhangzók körül
- pozicionált Abjad – a kezdő magánhangzót a szókezdés magasságával jelölik, nem feltétlenül szerepel a követő magánhangzó (Pitman, mely más magánhangzót is szerepeltet különálló jelekkel)
- Abugida – a vonás alakjával, helyzetével fejezik ki a magánhangzót (Boyd)
- vegyes Abugide – magánhangzó kifejezése a kötővonás szélességével, a következő mássalhangzó magassága az előzőhöz képest, és annak írásnyomása (a legtöbb német gyorsírás)

## Gépi gyorsírás rendszerek
A tradicionális gyorsírás rendszereket papírra vetik sztenografikus ceruzával vagy tollal. Sokak szerint csak a kézírásos rendszerek tekinthetők igazi gyorsírásnak. Gépi gyorsírásnak hívják a speciális billentyűzettel (sztenotippel) készült írást. Ilyen gép még a Velotype, Palantype az EU-ban, Grandjean Stenotype Franciaországban és francia nyelvkörnyezetben, Michela Stenotype Olaszországban, Stenokey Bulgáriában és máshol. Létezik még a Speech-to-Tect Reporter, amelynél egy személy egyidejű – korábban halláskárosultak segítségére kifejlesztett – gyorsírást használ.

## Gyorsírásrendszerek listája
A legszélesebb körben használt gyorsírás fajta a Pitman gyorsírási mód, melyet 15 nyelvre adaptáltak. A rendszer leginkább Európában terjedt el. Az USA-ban helyét J.R. Gregg 1888-as rendszere vette át. Az Európai Unióban ma a Teeline Gyorsírás a leginkább elterjedt. Ez szótagoláson alapuló rendszer, ellentétben fonetikus elődjével Teeline kedvelt Új-Zélandon, pl. 80 szó/perc sebességgel újságírók számára. Ilyenek még a Pitman 2000, PitmanScript, Speedwriting és Gregg.
Ismert gyorsírásrendszerek:
- Alpha Hand
- AgiliWriting
- Bezenšek Shorthand
- Boyd's Syllabic Shorthand
- Current Shorthand
- Century 21 Shorthand
- Caton Scientific Shorthand (Thomas Jasper Caton)
- Dacomb Shorthand
- Deutsche Einheitskurzschrift
- Dutton Speedwords – ennek a gyorsírásnak kettős funkciója van – nemzetközi kiegészítő nyelv és gyorsírás szótár
- Duployé Shorthand
- Easy Script Speed Writing
- Eclectic Shorthand
- Ford Improved Shorthand
- Forkner shorthand
- Gabelsberger shorthand – Németországban, Dániában, Svédországban, Norvégiában, Oroszországban, Görögországban, Olaszországban került bevezetésre
- Gregg
- Gregg Computer Shorthand/Productivity Plus
- Groote (A.W. Groote) (holland)
- Handywrite (Eric Lee, USA)
- Herout-Mikulík rendszer – a cseh parlamentben használt
- Malone Shorthand
- Melin Shorthand – Svédország domináns rendszere
- Merrill Shorthand (vagy ABC shorthand)
- Munson Shorthand (James Eugene Munson) – praktikus fonográfiai szószedet hasznos kifejezésekkel, fonografikus kiírással. Komplett és kimerítő fonográfiai példatár
- National Simplex Shorthand (Rev. Percival Hubert Chase), 1919
- New Art of Real Shorthand (John Malham-Dembleby), 1919
- New Rapid (C.E. McKee), 1890
- Paragon Shorthand (A. Lichtentag), 1895
- Personal Shorthand, másképp Briefhand
- Pitman Shorthand (Isaac Pitman)
- Polygraphy (Aulay Macaulay), 1747
- Reformed Phonetic Short-Hand (Andrew J. Marsh), 1868
- Simson Shorthand
- Speedwriting (Emma Dearborn)
- Stiefografie – Németországban használt
- SuperWrite
- Teeline Shorthand
- Thomas Natural Shorthand
- Tironian notes (Marcus Tullius Tiro)
- Universal Stenography (Samuel Taylor), 1786
- Wang-Krogdahl system – a Norvég Parlamentben használt

## További információ
- Gyurits Antal: A gyors irásról elméleti és gyakorlati tekintetben. Pozsony, 1844 Online